# Argentina Open

L'Argentina Open è un torneo di tennis maschile, facente parte dell'ATP Tour, che si svolge a Buenos Aires, Argentina. Si gioca sui campi in terra rossa del Buenos Aires Lawn Tennis Club, nel quartiere di Palermo, generalmente nel mese di febbraio.
Precedentemente è stato noto con diversi nomi per motivi di sponsorizzazione, tra i più utilizzati si segnalano Copa Telmex, Copa Claro, South American Open e Copa AT&T.

## Albo d'oro

### Singolare
| Anno       | Vincitore                                 | Finalista                                 | Punteggio                                 |
| ---------- | ----------------------------------------- | ----------------------------------------- | ----------------------------------------- |
| 1927       | Juan Carlos Morea                         | Héctor Cattaruzza                         | 6–3, 6–3, 4–6, 7–5                        |
| 1928       | Ronald Boyd (1)                           | Juan Carlos Morea                         | 6–4, 3–6, 6–1, 6–1                        |
| 1929       | Non disputato                             | Non disputato                             | Non disputato                             |
| 1930       | Fred Perry                                | Eric Peters                               | 6–4, 6–1, 6–0                             |
| 1931       | Ronald Boyd (2)                           | Lucilo Del Castillo                       | 11–9, 6–4, 6–2                            |
| 1932       | Guillermo Robson (1)                      | Adriano Zappa                             | 6–1, 6–2, 6–3                             |
| 1933       | Guillermo Robson (2)                      | Adriano Zappa                             | 6–0, 6–3, 6–3                             |
| 1934       | Guillermo Robson (3)                      | Lucilo Del Castillo                       | 6–1, 6–1, 4–6, 3–6, 6–4                   |
| 1935       | Giorgio De Stefani                        | Lucilo Del Castillo                       | 10–8, 10–8, 6–1                           |
| 1936       | Non disputato                             | Non disputato                             | Non disputato                             |
| 1937       | Alcides Procópio                          | Héctor Cattaruzza                         | 9–11, 6–3, 6–1, 6–3                       |
| 1938       | Franjo Punčec                             | Josip Palada                              | 2–6, 6–4, 7–5, 6–0                        |
| 1939       | Alejo Russell                             | Pancho Segura                             | 2–6, 6–3, 4–6, 6–4, 6–1                   |
| 1940       | Don McNeill (1)                           | Elwood Cooke                              | 8–6, 4–6, 6–0, 6–3                        |
| 1941       | Don McNeill (2)                           | Jack Kramer                               | 6–3, 8–6, 0–6, 7–9, 7–5                   |
| 1942       | Don McNeill (3)                           | Andrés Hammersley                         | 6–3, 4–6, 6–2, 8–6                        |
| 1943       | Don McNeill (4)                           | Pancho Segura                             | 6–4, 6–1, 5–7, 6–3                        |
| 1944       | Enrique Morea (1)                         | Heraldo Weiss                             | 6–2, 8–6, 2–6, 1–6, 6–3                   |
| 1945       | Non disputato                             | Non disputato                             | Non disputato                             |
| 1946       | Bob Falkenburg                            | Enrique Morea                             | 6–4, 5–7, 6–4, 3–6, 7–5                   |
| 1947       | Frank Parker                              | Enrique Morea                             | 6–2, 6–4, 6–2                             |
| 1948       | Eric Sturgess                             | Vic Seixas                                | 6–1, 3–6, 6–3, 6–4                        |
| 1949       | Enrique Morea (2)                         | Tom Brown                                 | 7–5, 6–3, 6–2                             |
| 1950       | Enrique Morea (3)                         | Ricardo Balbiers                          | 4–6, 3–6, 6–2, 6–1, 6–2                   |
| 1951       | Enrique Morea (4)                         | Fausto Gardini                            | 6–3, 6–1, 6–3                             |
| 1952       | Jaroslav Drobný                           | Enrique Morea                             | 6–8, 6–1, 6–0, 6–2                        |
| 1953       | Ernesto Della Paolera                     | Eduardo Prado                             | 6–2, 6–1, 3–2, AB.                        |
| 1954       | Enrique Morea (5)                         | Jaroslav Drobný                           | 2–6, 6–3, 6–3, 6–0                        |
| 1955       | Luis Ayala (1)                            | Art Larsen                                | 6–2, 6–4, 0–6, 6–0                        |
| 1956       | Enrique Morea (6)                         | Ulf Schmidt                               | 6–2, 6–1, 6–2                             |
| 1957       | Luis Ayala (2)                            | Enrique Morea                             | 6–8, 6–4, 6–2, 6–2                        |
| 1958       | Mario Llamas                              | Enrique Morea                             | 6–4, 9–7, 1–6, 2–6, ?                     |
| 1959       | Manuel Santana                            | Luis Ayala                                | 6–2, 7–5, 2–6, 9–7                        |
| 1960       | Luis Ayala (3)                            | Manuel Santana                            | 6–3, 3–6, 6–3, 7–5, 8–6                   |
| 1961       | Pierre Darmon                             | Enrique Morea                             | 6–1, 6–1, 6–1                             |
| 1962       | Jan-Erik Lundquist                        | Patricio Rodríguez                        | 2–6, 6–4, 7–5, 2–6, 6–3                   |
| 1963       | Nicola Pietrangeli (1)                    | Ronald Barnes                             | 6–2, 4–6, 6–4, 6–3                        |
| 1964       | Chuck McKinley                            | Manuel Santana                            | 6–4, 1–6, 4–6, 6–3, 4–5 rit.              |
| 1965       | Nicola Pietrangeli (2)                    | Cliff Drysdale                            | 6–8, 6–4, 6–0, 1–6, 7–5                   |
| 1966       | Cliff Richey (1)                          | Thomaz Koch                               | 6–3, 6–2, 2–6, 6–0                        |
| 1967       | Cliff Richey (2)                          | José Edison Mandarino                     | 7–5, 6–8, 6–3, 6–3                        |
| Era Open   |                                           |                                           |                                           |
| 1968       | Roy Emerson                               | Rod Laver                                 | 9–7, 6–4, 6–4                             |
| 1969       | François Jauffret                         | Željko Franulović                         | 3–6, 6–2, 6–4, 6–3                        |
| 1970       | Željko Franulović (1)                     | Manuel Orantes                            | 6–4, 6–2, 6–0                             |
| 1971       | Željko Franulović (2)                     | Ilie Năstase                              | 6–3, 7–6, 6–1                             |
| 1972       | Karl Meiler                               | Guillermo Vilas                           | 6–7, 2–6, 6–4, 6–4, 6–4                   |
| 1973       | Guillermo Vilas (1)                       | Björn Borg                                | 3–6, 6–7, 6–4, 6–6(5–5) ritirato          |
| 1974       | Guillermo Vilas (2)                       | Manuel Orantes                            | 6–3, 0–6, 7–5, 6–2                        |
| 1975       | Guillermo Vilas (3)                       | Adriano Panatta                           | 6–1, 6–4, 6–4                             |
| 1976       | Guillermo Vilas (4)                       | Jaime Fillol                              | 6–2, 6–2, 6–3                             |
| 1977-1     | Guillermo Vilas (5)                       | Wojciech Fibak                            | 6–4, 6–3, 6–0                             |
| 1977-2     | Guillermo Vilas (6)                       | Jaime Fillol                              | 6–4, 6–4                                  |
| 1978       | José Luis Clerc (1)                       | Víctor Pecci                              | 6–4, 6–4                                  |
| 1979       | Guillermo Vilas (7)                       | José Luis Clerc                           | 6–1, 6–2, 6–2                             |
| 1980       | José Luis Clerc (2)                       | Rolf Gehring                              | 6–7, 2–6, 7–5, 6–0, 6–3                   |
| 1981       | Ivan Lendl                                | Guillermo Vilas                           | 6–2, 6–2                                  |
| 1982       | Guillermo Vilas (8)                       | Alejandro Ganzábal                        | 6–2, 6–4                                  |
| 1983-1984  | Non disputato                             | Non disputato                             | Non disputato                             |
| 1985       | Martín Jaite                              | Diego Pérez                               | 6–4, 6–2                                  |
| 1986       | Jay Berger                                | Franco Davín                              | 6–3, 6–3                                  |
| 1987       | Guillermo Pérez Roldán                    | Jay Berger                                | 3–2 ritirato                              |
| 1988       | Javier Sánchez                            | Guillermo Pérez Roldán                    | 6–2, 7–6                                  |
| 1989- 1991 | Non disputato                             | Non disputato                             | Non disputato                             |
| 1992       | Torneo Challenger 1992                    | Torneo Challenger 1992                    | Torneo Challenger 1992                    |
| 1993       | Carlos Costa                              | Alberto Berasategui                       | 3–6, 6–1, 6–4                             |
| 1994       | Àlex Corretja                             | Javier Frana                              | 6–3, 5–7, 7–6(3)                          |
| 1995       | Carlos Moyá (1)                           | Félix Mantilla                            | 6–0, 6–3                                  |
| 1996       | Non disputato                             | Non disputato                             | Non disputato                             |
| 1997-2000  | Tornei Challenger 1997, 1998, 1999 e 2000 | Tornei Challenger 1997, 1998, 1999 e 2000 | Tornei Challenger 1997, 1998, 1999 e 2000 |
| 2001       | Gustavo Kuerten                           | José Acasuso                              | 6–1, 6–3                                  |
| 2002       | Nicolás Massú                             | Agustín Calleri                           | 2–6, 7–6(5), 6–2                          |
| 2003       | Carlos Moyá (2)                           | Guillermo Coria                           | 6–3, 4–6, 6–4                             |
| 2004       | Guillermo Coria                           | Carlos Moyá                               | 6–4, 6–1                                  |
| 2005       | Gastón Gaudio                             | Mariano Puerta                            | 6–4, 6–4                                  |
| 2006       | Carlos Moyá (3)                           | Filippo Volandri                          | 7–6(6), 6–4                               |
| 2007       | Juan Mónaco                               | Alessio di Mauro                          | 6–1, 6–2                                  |
| 2008       | David Nalbandian                          | José Acasuso                              | 3–6, 7–6(5), 6–4                          |
| 2009       | Tommy Robredo                             | Juan Mónaco                               | 7–5, 2–6, 7–6(5)                          |
| 2010       | Juan Carlos Ferrero                       | David Ferrer                              | 5–7, 6–4, 6–3                             |
| 2011       | Nicolás Almagro                           | Juan Ignacio Chela                        | 6–3, 3–6, 6–4                             |
| 2012       | David Ferrer (1)                          | Nicolás Almagro                           | 4–6, 6–3, 6–2                             |
| 2013       | David Ferrer (2)                          | Stan Wawrinka                             | 6–4, 3–6, 6–1                             |
| 2014       | David Ferrer (3)                          | Fabio Fognini                             | 6–4, 6–3                                  |
| 2015       | Rafael Nadal                              | Juan Mónaco                               | 6–4, 6–1                                  |
| 2016       | Dominic Thiem (1)                         | Nicolás Almagro                           | 7–6(2), 3–6, 7–6(4)                       |
| 2017       | Aleksandr Dolhopolov                      | Kei Nishikori                             | 7–6(4), 6–4                               |
| 2018       | Dominic Thiem (2)                         | Aljaž Bedene                              | 6–2, 6–4                                  |
| 2019       | Marco Cecchinato                          | Diego Schwartzman                         | 6–1, 6–2                                  |
| 2020       | Casper Ruud (1)                           | Pedro Sousa                               | 6–1, 6–4                                  |
| 2021       | Diego Schwartzman                         | Francisco Cerúndolo                       | 6–1, 6–2                                  |
| 2022       | Casper Ruud (2)                           | Diego Schwartzman                         | 5–7, 6–2, 6–3                             |
| 2023       | Carlos Alcaraz                            | Cameron Norrie                            | 6–3, 7–5                                  |
| 2024       | Facundo Díaz Acosta                       | Nicolás Jarry                             | 6–3, 6–4                                  |
| 2025       | João Fonseca                              | Francisco Cerúndolo                       | 6–4, 7–6(1)                               |

### Doppio
| Anno       | Vincitore                                  | Finalista                                 | Punteggio                                 |
| ---------- | ------------------------------------------ | ----------------------------------------- | ----------------------------------------- |
| 1968       | Andrés Gimeno Fred Stolle                  | Roy Emerson Rod Laver                     | 6–3, 4–6, 7–5, 6–1                        |
| 1969       | Patricio Cornejo Jaime Fillol              | Roy Emerson Frew McMillan                 | walkover                                  |
| 1970       | Bob Carmichael Ray Ruffels                 | Željko Franulović Jan Kodeš               | 7–5, 6–2, 5–7, 6–7, 6–3                   |
| 1971       | Željko Franulović Ilie Năstase             | Patricio Cornejo Jaime Fillol             | 6–4, 6–4                                  |
| 1972       | Non disputato                              | Non disputato                             | Non disputato                             |
| 1973       | Ricardo Cano Guillermo Vilas (1)           | Patricio Cornejo Iván Molina              | 7–6, 6–3                                  |
| 1974       | Manuel Orantes Guillermo Vilas (2)         | Clark Graebner Thomaz Koch                | 6–4, 6–3                                  |
| 1975       | Paolo Bertolucci Adriano Panatta           | Jürgen Fassbender Hans-Jürgen Pohmann     | 7–6, 6–7, 6–4                             |
| 1976       | Carlos Kirmayr Tito Vázquez                | Ricardo Cano Belus Prajoux                | 6–4, 7–5                                  |
| 1977-1     | Wojciech Fibak Ion Țiriac (1)              | Lito Álvarez Guillermo Vilas              | 7–5, 0–6, 7–6                             |
| 1977-2     | Ion Țiriac (2) Guillermo Vilas (3)         | Ricardo Cano Antonio Muñoz                | 6–4, 6–0                                  |
| 1978       | Chris Lewis Van Winitsky                   | José Luis Clerc Belus Prajoux             | 6–4, 3–6, 6–0                             |
| 1979       | Tomáš Šmíd Sherwood Stewart                | Marcos Hocevar João Soares                | 6–1, 7–5                                  |
| 1980       | Hans Gildemeister Andrés Gómez             | Ángel Giménez Jairo Velasco, Sr.          | 6–4, 7–5                                  |
| 1981       | Marcos Hocevar João Soares                 | Álvaro Fillol Jaime Fillol                | 7–6, 6–7, 6–4                             |
| 1982       | Hans Kary Zoltán Kuhárszky                 | Ángel Giménez Manuel Orantes              | 7–5, 6–2                                  |
| 1983- 1984 | Non disputato                              | Non disputato                             | Non disputato                             |
| 1985       | Martín Jaite Christian Miniussi            | Eduardo Bengoechea Diego Pérez            | 6–4, 6–3                                  |
| 1986       | Loic Courteau Horst Skoff                  | Gustavo Luza Gustavo Tiberti              | 3–6, 6–4, 6–3                             |
| 1987       | Tomás Carbonell (1) Sergio Casal (1)       | Jay Berger Horacio de la Peña             | walkover                                  |
| 1988       | Carlos Costa (1) Javier Sánchez (1)        | Eduardo Bengoechea José Luis Clerc        | 6–3, 3–6, 6–3                             |
| 1989- 1991 | Non disputato                              | Non disputato                             | Non disputato                             |
| 1992       | Torneo Challenger 1992                     | Torneo Challenger 1992                    | Torneo Challenger 1992                    |
| 1993       | Tomás Carbonell (2) Carlos Costa (2)       | Sergio Casal Emilio Sánchez               | 6–4, 6–4                                  |
| 1994       | Sergio Casal (2) Emilio Sánchez (2)        | Tomás Carbonell Francisco Roig            | 6–3, 6–2                                  |
| 1995       | Vince Spadea Christo van Rensburg          | Jiří Novák David Rikl                     | 6–3, 6–3                                  |
| 1996       | Non disputato                              | Non disputato                             | Non disputato                             |
| 1997- 2000 | Tornei Challenger 1997, 1998, 1999 e 2000  | Tornei Challenger 1997, 1998, 1999 e 2000 | Tornei Challenger 1997, 1998, 1999 e 2000 |
| 2001       | Tomás Carbonell (3) Lucas Arnold Ker (1)   | Mariano Hood Sebastián Prieto             | 5–7, 7–5, 7–6(5)                          |
| 2002       | Gastón Etlis Martín Rodríguez              | Simon Aspelin Andrew Kratzmann            | 3–6, 6–3, [10–4]                          |
| 2003       | Mariano Hood (1) Sebastián Prieto (1)      | Lucas Arnold Ker David Nalbandian         | 6–2, 6–2                                  |
| 2004       | Mariano Hood (2) Lucas Arnold Ker (2)      | Federico Browne Diego Veronelli           | 7–5, 6(2)–7, 6–4                          |
| 2005       | František Čermák (1) Leoš Friedl (1)       | José Acasuso Sebastián Prieto             | 6–2, 7–5                                  |
| 2006       | František Čermák (2) Leoš Friedl (2)       | Vasilīs Mazarakīs Boris Pašanski          | 6–1, 6–2                                  |
| 2007       | Sebastián Prieto (2) Martín García         | Rubén Ramírez Hidalgo Albert Montañés     | 6–4, 6–2                                  |
| 2008       | Agustín Calleri Luis Horna                 | Werner Eschauer Peter Luczak              | 6–0, 6(6)–7, [10–2]                       |
| 2009       | Marcel Granollers (1) Alberto Martín       | Nicolás Almagro Santiago Ventura          | 6–3, 5–7, [10–8]                          |
| 2010       | Sebastián Prieto (3) Horacio Zeballos (1)  | Simon Greul Peter Luczak                  | 7–6(4), 6–3                               |
| 2011       | Oliver Marach Leonardo Mayer               | Franco Ferreiro André Sá                  | 7–6(6), 6–3                               |
| 2012       | David Marrero Fernando Verdasco            | Michal Mertiňák André Sá                  | 6–4, 6–4                                  |
| 2013       | Simone Bolelli (1) Fabio Fognini (1)       | Nicholas Monroe Simon Stadler             | 6–3, 6–2                                  |
| 2014       | Marcel Granollers (2) Marc López           | Pablo Cuevas Horacio Zeballos             | 7–5, 6–4                                  |
| 2015       | Jarkko Nieminen André Sá                   | Pablo Andújar Oliver Marach               | 4–6, 6–4, [10–7]                          |
| 2016       | Juan Sebastián Cabal (1) Robert Farah (1)  | Íñigo Cervantes Paolo Lorenzi             | 6–3, 6–0                                  |
| 2017       | Juan Sebastián Cabal (2) Robert Farah (2)  | Santiago González David Marrero           | 6–1, 6–4                                  |
| 2018       | Andrés Molteni (1) Horacio Zeballos (2)    | Juan Sebastián Cabal Robert Farah         | 6–3, 5–7, [10–3]                          |
| 2019       | Máximo González Horacio Zeballos (3)       | Diego Schwartzman Dominic Thiem           | 6–1, 6–1                                  |
| 2020       | Marcel Granollers (3) Horacio Zeballos (4) | Guillermo Durán Juan Ignacio Londero      | 6–4, 5–7, [18–16]                         |
| 2021       | Tomislav Brkić Nikola Ćaćić                | Ariel Behar Gonzalo Escobar               | 6–3, 7–5                                  |
| 2022       | Santiago González Andrés Molteni (2)       | Fabio Fognini Horacio Zeballos            | 6–1, 6–1                                  |
| 2023       | Simone Bolelli (2) Fabio Fognini (2)       | Nicolás Barrientos Ariel Behar            | 6–2, 6–4                                  |
| 2024       | Simone Bolelli (3) Andrea Vavassori        | Marcel Granollers Horacio Zeballos        | 6–2, 7–6(6)                               |
| 2025       | Guido Andreozzi Théo Arribagé              | Rafael Matos Marcelo Melo                 | 7–5, 4–6, [10–7]                          |